# Paris Latino
"Paris Latino" é uma canção de 1983 gravada pela banda francesa Bandolero, alcançando sucesso na Europa. Em 2002, a canção foi coberta com sucesso pela Star Academy 2.

## Versão original

### Lista de pistas

#### 7" single
- "Paris Latino" - 3:55
- "El bandido caballero" - 3:50

#### 12" maxi single
- "Paris Latino" (versão americana) - 6:32
- "Paris Latino" (instrumental) - 5:23
- "Paris Latino" (versão original) - 5:07
- "Paris Latino" (versão inglesa - mistura de rádio) - 6:10

- "Paris Latino" (versão alargada) - 5:10
- "Tango Tango" - 5:20
- "El bandido caballero" - 4:15

### Listas
| País          | Lista               | Posiçāo |
| 1983          | 1983                | 1983    |
| ------------- | ------------------- | ------- |
| Países Baixos | Dutch Top 40        | 9       |
| Suíça         | Schweizer Hitparade | 2       |
| Bélgica       | Ultratop 40         | 19      |